# Bring the Boys Back Home
"Bring the Boys Back Home" é uma canção da banda britânica Pink Floyd, do álbum The Wall, lançado em 1979. É o lado B do single "Pink Floyd The Wall - Music From The Film". Escrita por Roger Waters, a música é continuação natural de "Vera".

## Composição
À medida que as notas finais da música anterior, "Vera", se deterioram, o ouvinte ouve várias caixas articulando uma batida de marcha em 4
4, desaparecendo como soldados que se aproximam. A música prova ser polirrítmica, pois essa batida continua inalterada enquanto a orquestra, o coro e os vocais principais começam em 12
8.
Roger Waters canta a letra em seu registro superior, de forma estridente, apoiado por um coro. Uma progressão de acordes IV-V-I em Sol maior se repete, proporcionando uma sensação de satisfação. Isso é seguido por uma inversão, de Sol para Ré maior com Fá sustenido no baixo, para Dó maior, que apresenta um movimento de trítono na linha de baixo, indo de Fá♯ para Dó, introduzindo uma sensação de instabilidade. Essa progressão é recorrente do Pink Floyd, que aparece em todo o álbum em "Hey You", "Vera" e outras, bem como em várias músicas de The Final Cut. Na iteração final, a música atinge o clímax na relativa menor de Mi menor. O coro se afasta abruptamente, deixando a voz de Waters sozinha, agoniada e lutando para sustentar a nota alta (o primeiro Si acima do Dó médio). Uma única caixa de bateria também permanece, continuando sua batida de marcha agora ameaçadora, enquanto risadas insanas e vozes do passado e do presente de Pink se misturam, enquanto seu empresário bate na porta de seu quarto de hotel.
De acordo com o compositor Roger Waters, "Bring the Boys Back Home" é a música central e unificadora do The Wall: "É, em parte, sobre não deixar as pessoas saírem e serem mortas em guerras, mas é, em parte, sobre a não permissão em tocar rock and roll, fazer carros ou vender sabão, se envolver em pesquisas biológicas ou qualquer coisa que qualquer um pode fazer simplesmente para não deixar que se tornem importantes e jogos como 'jolly boy's' que se tornam mais importantes do que amigos, esposas, filhos ou outras pessoas".

## Ficha técnica
- Roger Waters - vocais[8]
- David Gilmour - vocais na reprise de "Is There Anybody Out There?"

Músicos convidados
- Joe Porcaro — tarola[9]
- 35 bateristas de Nova York incluindo Bleu Ocean — tarola[9][10]
- New York Opera — coro[9]
- New York Orchestra — strings[9]